# Choe Yong-rim
Choe Yong-rim (최영림 en coreano) (Ryanggang, 20 de noviembre de 1930) es un político norcoreano que ocupó el cargo de Premier de Corea del Norte desde el 7 de junio de 2010 al 1 de abril de 2013.
Choe Yong-rim estudió en la Escuela Revolucionaria Mangyongdae, en la norcoreana Universidad Kim Il-sung y en la Universidad Estatal de Moscú en Rusia y ha ocupado diversos cargos desde 1950. Del 11 de abril de 2005 a julio de 2009, fue secretario general (sŏgijang) del Presidium de la Asamblea Suprema del Pueblo, cargo en el que había reemplazado a Kim Yunhyŏk. Al 30 de mayo de 2010, era secretario en jefe del Comité Local de la ciudad de Pionyang del Partido del Trabajo de Corea.
Como primer ministro, Choe sería el jefe de gobierno de la RPDC, lo que significa que nombraría a los ministros y vice primeros ministros, que son confirmados por la Asamblea Suprema del Pueblo, y él también sería responsable de la política económica y doméstica. Oficialmente, Choe era parte de un triunvirato que (formalmente) dirigía el poder ejecutivo de Corea del Norte, cada uno con poderes equivalentes a un tercio de los poderes de un presidente en los sistemas presidenciales. Choe Yong-rim al frente del gobierno, el presidente del Parlamento, Kim Yong-nam manejaba las relaciones exteriores, y el Presidente de la Comisión Nacional de Defensa de Corea del Norte Kim Jong-il, comandaba las fuerzas armadas.
Se ha especulado que el antecesor de Choe, Kim Yong-il, fue destituido en parte debido a las reformas monetarias que tuvieron lugar a principios de 2010. Kim se disculpó públicamente por los contratiempos antes de renunciar.